# Orchestra U. S. A.
Das Orchestra U.S.A. war eine 1962 durch John Lewis und Gunther Schuller gegründete Jazz-Big Band mit Streichern, die Third-Stream-Kompositionen aufführte und aufnahm. Neben Kompositionen von Lewis und Schuller, Gary McFarland, Miljenko Prohaska, Hall Overton, Teo Macero, Jimmy Giuffre, Benny Golson, William O. Smith und Hans Werner Henze wurden auch Werke der klassischen Moderne gespielt – von Darius Milhaud, Charles Ives, Igor Strawinsky und Paul Hindemith. Zu den Musikern gehörten Eric Dolphy, Jim Hall, Richard Davis, Phil Woods, Leo Wright und als Gastsolisten Benny Golson, Gerry Mulligan und Ornette Coleman. Im Dezember 1962 gaben das Ensemble gemeinsam mit dem Modern Jazz Quartet ein erstes Konzert in der New Yorker Philharmonie. Meinungsverschiedenheiten zwischen den Musikern und musikalischen Leitern führten 1965 zur Auflösung des Orchesters.

## Diskografie
- 1963: Debut 1963
- 1964: Jazz Journey
- 1965: Sonorities
- 1966: Sextet of Orchestra USA (mit u. a. Nick Travis, Mike Zwerin, Eric Dolphy, John Lewis, Richard Davis, Connie Kay, sie spielen Titel von Kurt Weill)